# Spean Thma
Spean Thma (in khmer ស្ពានថ្ម, traslitterato anche come Spean Thmor), tradotto alla lettera "ponte di pietra", è il nome attuale di un ponte in rovina dell'epoca khmer che si trova ad Angkor, in Cambogia, 100 m ad est del tempio Ta Keo.
Fu costruito sull'antico tragitto che il fiume Siem Reap compiva tra Angkor Thom e il Baray occidentale. Fu probabilmente ricostruito dopo la fine dell'Impero Khmer, verso il XV secolo, in quanto molti dei blocchi di arenaria che lo compongono provengono da altre costruzioni.
I Khmer non conoscevano la struttura ad arco vera e propria ma utilizzavano la tecnica del "falso arco". Il ponte è perciò composto da 14 campate molto strette (1,1 m).
Sopravvivono ancora diversi altri ponti del periodo khmer nello stesso stile, uno dei più noti è Spean Praptos, composto da 25 campate, sulla strada reale che univa Angkor a Beng Mealea.